# Moritz Barkow
Moritz Barkow (* 27. Juni 1988 in Bergisch Gladbach) ist ein deutscher Handballspieler. Der Kreisläufer spielt derzeit in der Fédération Luxembourgeoise de Handball für HB Esch.

## Karriere
Im Alter von acht Jahren begann Barkow bei der HSG Allianz/Polizei SV Köln mit dem Handballspielen. In der C-Jugend spielte er ein Jahr beim MTVD Köln; 2003 wechselte er dann in die B-Jugend des TSV Bayer Dormagen. Im aktiven Bereich spielte er zunächst vor allem in der zweiten Mannschaft. Trainiert u. a. von Pascal Mahé stieg er mit dieser Mannschaft 2007 in die Oberliga und 2008 in die Regionalliga auf. In der ersten Mannschaft erhielt er nur wenige Einsätze bei Bundesliga- und DHB-Pokal-Spielen. Kurz vor Beginn der WM 2007 war er mit dem TSV Bayer Dormagen Gegner der Nationalmannschaften von Katar und Grönland.
Von 2009 (unter Trainer Klaus-Dieter Petersen) bis 2012 spielte er in Wilhelmshaven, im Mai 2012 unterschrieb er einen Vertrag beim Zweitliga-Aufsteiger TuS Ferndorf. Dort erzielte er im März 2015 das DKB Tor des Monats. Im Sommer 2015 kehrte er nach Wilhelmshaven zurück. Im Dezember 2016 zog er sich einen Kreuzbandriss zu. Im Oktober 2017 schloss er sich der SG Ratingen 2011 an. Mitte November 2017 wechselte er zur HG Saarlouis. Seit Saison 2018/19 spielt er in Luxemburg für HB Esch. Mit Handball Esch gewann er 2019 und 2020 sowohl die luxemburgische Meisterschaft als auch den luxemburgischen Pokal, 2021, 2022 und 2023 die Meisterschaft sowie 2024 den luxemburgischen Pokal.
Barkow ist ledig und hat das Studium in Wirtschaftswissenschaften abgeschlossen.